# Klemens Barchanek
Klemens Barchanek (16. října 1845 Kunštát — 16. června 1923 Kunštát), uváděný i s křestním jménem Clemens nebo Klement, byl český německy píšící matematik a pedagog.

## Život
Studoval na brněnské vyšší reálce a poté na brněnské technice. Po dvou letech pokračoval ve studiu na technice ve Vídni. Po vykonání zkoušky učitelské způsobilosti z matematiky a deskriptivní geometrie působil 17 let na reálce v Gorici.
Od roku 1889 byl ředitelem státní vyšší reálky v Olomouci. Při odchodu do důchodu roku 1909 byl oceněn řádem železné koruny III. třídy.
Zemřel 16. června 1923 v Kunštátu.

## Dílo
Zabýval se teorií ploch a metodikou vyučování deskriptivní geometrie. Své práce publikoval ve zprávách vídeňské akademie a v Zeitschrift für Realschulwesen.
Je autorem např. těchto knižně vydaných prací, převážně učebnic pro německojazyčné střední školy:
- Construction der Linien zweiter Odrnung aus umschriebenen Vierecken (1876)
- Die darstellende Geometrie als Unterrichtsgegenstand an Realschulen (1876)
- Descriptive Studien über Kegelschnitte (1888)
- Lehr- und Übungsbuch der darstellenden Geometrie für Oberrealschulen (1901 s několika reedicemi, v upravených verzích vycházelo i posmrtně v letech 1925 a 1935)